# أندري ستريتسوف
أندري ستريتسوف (الروسية: Стрельцов, Андрей Иванович) (18 مارس 1984 بأوفاروفو في روسيا - ) هو لاعب كرة قدم روسي في مركزي الوسط والدفاع. لعب مع أنجي محج قلعة وروبين كازان وسبارتاك موسكو ولوخ إينيرجيا فلاديفوستوك ودينامو بريانسك وFC Neftekhimik Nizhnekamsk ‏ وFC Daugava ‏ ونادي خيمكي وDinaburg FC ‏.

## وصلات خارجية
- أندري ستريتسوف على موقع قاعدة بيانات كرة القدم.إي يو (الإنجليزية)